# Supercoppa russa 2021 (pallavolo maschile)
La Supercoppa russa 2021, 14ª edizione della supercoppa nazionale di pallavolo maschile, si è svolta il 10 ottobre 2021: al torneo hanno partecipato due squadre di club russe e la vittoria finale è andata per la terza volta alla Dinamo Mosca.

## Regolamento
La formula ha previsto una gara unica, giocata durante la 2ª giornata di Superliga 2021-22.

## Squadre partecipanti
| Squadra               | Qualificazione                                            |
| --------------------- | --------------------------------------------------------- |
| Dinamo Mosca          | Vincitrice Coppa di Russia 2020/Superliga 2020-21         |
| Zenit San Pietroburgo | Finalista in Coppa di Russia 2020/2ª in Superliga 2020-21 |

## Torneo
| 10 ottobre 2021 Dvorec sporta Dinamo, Mosca Durata: 2h:08 - Spettatori: 1 500 | Dinamo Mosca | 3 - 1 | Zenit San Pietroburgo | 26-24, 25-21, 21-25, 29-27 |